# Museu de Arte, Arquitetura e Tecnologia
Het Museu de Arte, Arquitetura e Tecnologia (MAAT) is een museum voor hedendaagse kunst in de stad Lissabon, Portugal. Het museum ligt in de freguesia  Belém aan de rivier de Taag. MAAT is een cultureel project dat zich focust op drie gebieden: kunst, architectuur en technologie. Het gebouw is zo ontworpen dat mensen er zowel overheen, onderdoor, als doorheen kunnen lopen. Het dak, een openbare ruimte, sluit aan op een loopbrug met een uitzicht over de rivier en de stad Lissabon.